# Chris Owen

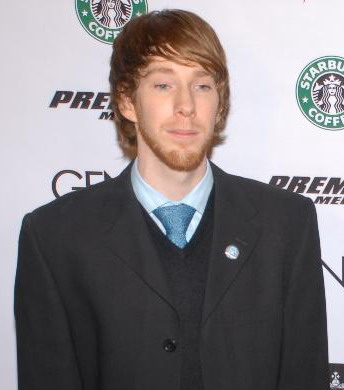
Chris Owen

Chris Owen (* 25. September 1980 in Michigan) ist ein US-amerikanischer Schauspieler. Besonders bekannt ist er für seine Rolle des Chuck „Sherminator“ Sherman in den American-Pie-Filmen. Er trat auch in der inoffiziellen Fortsetzung American Pie präsentiert: Die nächste Generation auf.

## Leben
Vor seinem Durchbruch im ersten American-Pie-Film bekam Owen zuerst Nebenrollen in Fernsehserien wie Picket Fences – Tatort Gartenzaun und Das Leben und ich. Später spielte er Rollen jugendlicher Außenseiter in Filmen wie Auf Kriegsfuß mit Major Payne, Angus – voll cool, Ich kann's kaum erwarten, Eine wie keine und October Sky. Owen trat zudem in den Filmen Party Animals – Wilder geht’s nicht!, Ready To Rumble und Der Nebel auf. Zwischen den großen Kinofilmen war er in einzelnen Folgen von Krimiserien wie Monk oder Without a Trace – Spurlos verschwunden zu sehen.
Neben der Schauspielerei widmet er sich der Musik und spielt Gitarre.

## Filmografie
- 1995: Auf Kriegsfuß mit Major Payne (Major Payne)
- 1995: Angus – voll cool (Angus)
- 1996: Eine himmlische Familie (7th Heaven, Fernsehserie, zwei Episoden)
- 1999: October Sky
- 1999: Eine wie keine (She’s All That)
- 1999: American Pie – Wie ein heißer Apfelkuchen (American Pie)
- 2000: Ready to Rumble
- 2001: American Pie 2
- 2002: Party Animals – Wilder geht’s nicht! (National Lampoon’s Van Wilder)
- 2003: College Animals (National Lampoon Presents Dorm Daze)
- 2003: Monk (Fernsehserie, Episode 2x09)
- 2004: Without a Trace – Spurlos verschwunden (Without a Trace, Fernsehserie, Episode 3x01)
- 2004: Hidalgo – 3000 Meilen zum Ruhm (Hidalgo)
- 2005: American Pie präsentiert: Die nächste Generation (American Pie Presents: Band Camp)
- 2005: Dear Wendy
- 2006: College Animals 2 (National Lampoon’s Dorm Daze 2)
- 2007: Der Nebel (The Mist)
- 2009: Hit List
- 2011: The Mentalist (Fernsehserie, Episode 4x09)
- 2011: Flying Fortress (Fortress)
- 2012: American Pie: Das Klassentreffen (American Reunion)
- 2015: Bachelors
- 2016: Criminal Minds (Fernsehserie, Episode 12x08)
- 2018: Sharknado 6: The Last One (The Last Sharknado: It’s About Time, Fernsehfilm)

## Auszeichnungen
- 1999: Nominierung für den Young Star Award für October Sky